# Kristupas Žemaitis
Kristupas Žemaitis (Kaunas, 24 giugno 1996) è un cestista lituano.